# Eishockey-Oberliga (Österreich) 2005/06
Die Saison 2005/06 der österreichischen Eishockey-Oberliga wurde mit vier Mannschaften ausgespielt. Titelverteidiger war der EC „Die Adler“ Stadtwerke Kitzbühel, der jedoch an der Saison 2005/06 nicht mehr teilnahm. Neuer Meister wurde der UEC „The Dragons“ Mödling.

## Modus und Zeitplan
Es wird eine dreifache Hin- und Rückrunde gespielt, anhand der die Halbfinalpaarungen ermittelt werden. Das Halbfinale und Finale wird als Best of three-Serie ausgetragen.
- Grunddurchgang: 29. Oktober 2005 bis 4. Februar 2006
- Halbfinale: 11, 14, 18. Februar
- Finale: 21., 25. Februar und 4. März

## Teilnehmer
- EV Leoben
- Hockeyclub „Die 48er“
- UEC "The Dragons" Mödling
- SPG Vienna Capitals/Junior Capitals

## Grunddurchgang

### Tabelle nach dem Grunddurchgang
| Platz | Team                                | GP | W  | T | L  | OTW | OTL | Pts | GF:GA | +/- |
| ----- | ----------------------------------- | -- | -- | - | -- | --- | --- | --- | ----- | --- |
| 1     | UEC "The Dragons" Mödling           | 18 | 12 | 0 | 6  | 1   | 2   | 23  | 74:54 | +20 |
| 2     | Hockeyclub „Die 48er“               | 18 | 10 | 0 | 8  | 2   | 1   | 17  | 78:73 | +5  |
| 3     | EV Leoben                           | 18 | 8  | 0 | 10 | 1   | 3   | 16  | 65:68 | −3  |
| 4     | SPG Vienna Capitals/Junior Capitals | 18 | 6  | 0 | 12 | 2   | 0   | 9   | 44:66 | −22 |

## Playoffs

### Playoff-Baum
|  | Halbfinale | Halbfinale       | Halbfinale |  |  | Finale | Finale           | Finale |
|  |            |                  |            |  |  |        |                  |        |
|  |            |                  |            |  |  |        |                  |        |
|  | 1          | UEC Mödling      | 2          |  |  |        |                  |        |
|  | 4          | Junior Capitals  | 0          |  |  |        |                  |        |
|  |            |                  |            |  |  | 1      | UEC Mödling      | 2      |
|  |            |                  |            |  |  | 3      | Leobner Eisbären | 0      |
|  | 2          | HC Die 48er      | 0          |  |  |        |                  |        |
|  | 3          | Leobner Eisbären | 2          |  |  |        |                  |        |
|  |            |                  |            |  |  |        |                  |        |

### Einzelergebnisse Halbfinale
| Serie                                                                   | Spiel 1   | Spiel 2 |
| ----------------------------------------------------------------------- | --------- | ------- |
| UEC The Dragons Mödling (1) – SPG Vienna Capitals / Junior Capitals (4) | 5:4 n. P. | 3:0     |
| HC Die 48er (2) – EV Leobner Eisbären (3)                               | 3:5       | 4:2     |

### Einzelergebnisse Finale
| Serie                                                 | Spiel 1 | Spiel 2 |
| ----------------------------------------------------- | ------- | ------- |
| UEC The Dragons Mödling (1) – EV Leobner Eisbären (3) | 7:4     | 6:3     |

Oberliga-Meister wurde damit der UEC The Dragons Mödling. Mödling hatte als Sieger der Oberliga das Recht, in die Nationalliga aufzusteigen, konnte dieses aber nicht wahrnehmen, da die Mannschaft über keine Eishalle verfügte.

## Meisterschaftsendstand
1. UEC "The Dragons" Mödling
2. EV Leoben
3. Hockeyclub „Die 48er“
4. SPG Vienna Capitals/Junior Capitals

## Kader des Oberliga-Meisters
| Oberliga-Meister UEC "The Dragons" Mödling | Torhüter: Andreas Künz, Tobias Barz Verteidiger: Peter Klumpp, Philipp Steiner, Thomas Lhota, Martin Mader, Marcin Szlachcikowski Angreifer: Sascha Tomanek, Michael Pfleger, Stuart Altvater, Lasse Leppänen, Mario Schweiger, Robert Dorazil, Andreas Schögler, Stefan Siegel, Kurt Kretschmeier, Martin Valenta, Teemu Rissanen, Christoph Schwabl, Mark Koran Cheftrainer: |